# Седлець (Вольштинський повіт)
Седлець (пол. Siedlec) — село в Польщі, у гміні Седлець Вольштинського повіту Великопольського воєводства.
Населення — 1645 осіб (2011).
У 1975-1998 роках село належало до Зеленоґурського воєводства.

## Демографія
Демографічна структура станом на 31 березня 2011 року:
|          | Загалом | Допрацездатний вік | Працездатний вік | Постпрацездатний вік |
| -------- | ------- | ------------------ | ---------------- | -------------------- |
| Чоловіки | 804     | 182                | 569              | 53                   |
| Жінки    | 841     | 200                | 511              | 130                  |
| Разом    | 1645    | 382                | 1080             | 183                  |